# Kriegsgräberstätte Kitchener

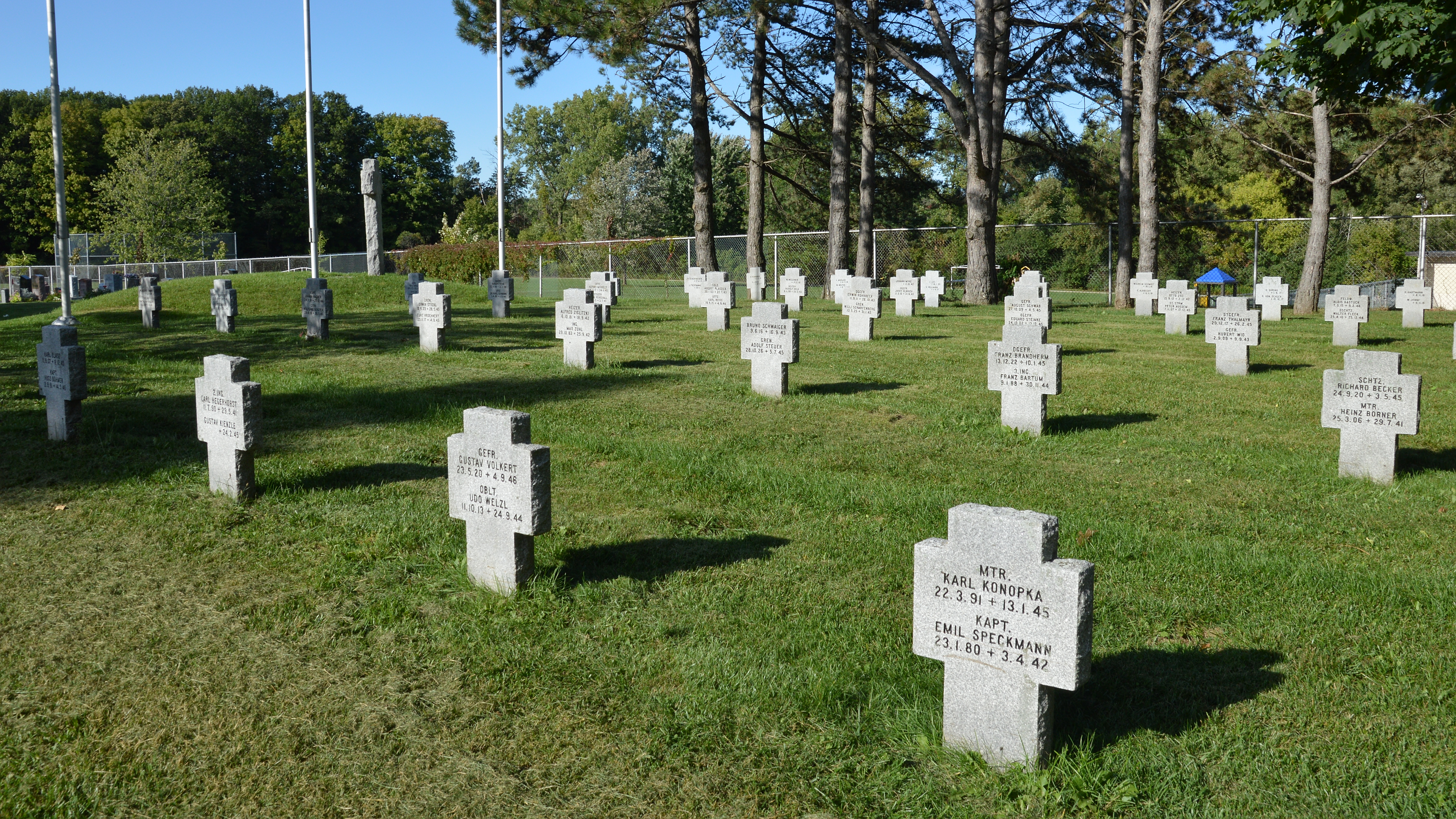
Woodland Cemetery, Kitchener, Ontario

Die Kriegsgräberstätte Kitchener auf dem Woodland Cemetery befindet sich in Kitchener, Ontario, Kanada. Sie ist Teil des kommunalen Friedhofs von Kitchener und beherbergt die Gräber von 187 deutschen Soldaten aus dem Ersten und Zweiten Weltkrieg, die in Kriegsgefangenschaft ums Leben kamen sowie 15 kanadischen Soldaten und Fliegern, die im Zweiten Weltkrieg ihr Leben verloren.

## Geschichte
Die Gräber deutscher Kriegsgefangener des Zweiten Weltkriegs wurden 1970 von 36 Friedhöfen in Kanada nach Kitchener umgebettet, ebenso wie die von Gefangenen des Ersten Weltkriegs von sieben Standorten. Heute existieren keine weiteren Kriegsgräber in Kanada, abgesehen von einem Gedenkstein in Medicine Hat, Alberta, der an das Lager und zwei dort ermordete NS-Kritiker erinnert. Opfer und Täter ruhen nun gemeinsam in Kitchener. Zwei hölzerne Grabzeichen, ursprünglich in Gravenhurst, wurden ebenfalls dorthin gebracht, wobei eines 1980 ein Hakenkreuz entfernt bekam. Viele der Kriegsgefangenen waren Marineangehörige von U-Booten, Zerstörern sowie deutsche Luftlandetruppen, die 1940 in Dünkirchen gefangen genommen wurden. Andere stammten aus Bayern und Österreich und hatten an den Norwegen-Operationen teilgenommen. Die Gräber werden von der Stadt Kitchener in Zusammenarbeit mit der Volksbund Deutsche Kriegsgräberfürsorge und der Commonwealth War Graves Commission (CWGC) gepflegt. Ziel ist es, die Erinnerungen an die gefallenen Soldaten zu bewahren und den Ort als Stätte der Ruhe und des Gedenkens zu erhalten.